# ルーファス・ペイン
ルーファス・ペイン（英語: Rufus Payne, 1883年2月4日 - 1939年3月17日）は、20世紀はじめのアメリカ合衆国のブルース・ミュージシャン。アラバマ州グリーンビル出身で、「ティー・トット (Tee Tot)」の愛称で知られていた。

## 生涯
ペインの生涯について、詳しいことはまだまだ分かっておらず、彼の死亡証明書（death certificate）の生年月日や両親の名の欄には「不明 (Unknown)」と記されている。アラバマ州の歴史家アリス・ハープ（Alice Harp）によれば、ペインは1883年頃に、アラバマ州ラウンズ郡サンディ・リッジ（Sandy Ridge）のペイン農園（Payne Plantation）で生まれたとされている。
ペインの愛称「ティー・トット」は、「絶対禁酒主義者」を意味する「ティートータラー (teetotaler)」のもじりである。伝えられるところでは、ペインがこの愛称を付けられたのは、彼が常々、酒と紅茶を自分で混ぜた飲み物を、どこへ行くにも携えていたからであったという。
ティー・トットについては、少年だったハンク・ウィリアムズ（シニア）にギターの弾き方を教えたことが、よく知られている。彼がウィリアムズに、ブルースなどアフリカ系アメリカ人の影響が及んだものに触れる機会をもたらしたことは、ウィリアムズがヒルビリーやフォークやブルースなどを融合させて彼独自のスタイルにしていく上で後押しとなり、さらに白人にとっても黒人にとっても聞き慣れたものとは異なるサウンドに耳を傾ける機会を広げることにつながっていった。ウィリアムズの成功には、ウィリアムズ自身の才能とは別に、ティー・トットの貢献とすべき面があった。ティー・トットは、アラバマ州南部の外では生涯ほとんど無名であったが、ウィリアムズの師であったことから、今日では象徴的人物として尊重されるようになっている。ウィリアムズにインタビューしたジャズ・ジャーナリスト、ラルフ・J・グリーソン（Ralph J. Gleason）は、「黒人ミュージシャンからの影響を認めることは時流に合わなかったため、後年のハンクはペインに言及しなくなっていった」とし、ハンクが「僕はギターの弾き方を、年寄りの黒人から習った。...レッスンを受けるのに、15セントか、何か手に入れたものを渡していた。」と語ったことを紹介し、「ハンクは、公演で出身地のグリーンビルを訪れた時にペインのことに言及し、また彼を探したようだが、ペインは既に亡くなっていた。」と記している。（ハンクの母）リリー・ウィリアムズは、ハンクのレッスンへの対価として食事を提供したと語っているが、それ以外のパインに関する記憶は不確かである。ペインはブルースしか演奏しなかったと言う者もいれば、小編成のコンボでポップ・ソングやホーカム（hokum）の曲を演奏していたと言う者もいる。（ハンクの姉）アイリーンの話では、ペインがリリーの家へやって来て、ハンクが自分にずっとついて来るのでいろいろ面倒が起きている、と話していたことがあったといい、ハンクが強い決意でペインを慕っていたことが窺われる。ウォルター・マクニール（Walter McNeil）は、「何より、ティー・トットは、恥ずかしがり屋のハンクにそれを乗り越えさせ、少しずつ、少しずつ自分を表現させたのだと思うよ、何しろハンクは本当に恥ずかしがり屋だったからね。ハンクはどうにかしてそれを克服しなきゃならなかったが、ティー・トットはそれを助けてくれたんだと思う。」と語っている。1951年、「モンゴメリー・アドバタイザー (Montgomery Advertiser)」紙のインタビューでウィリアムズは、ペインが教えたことに言及し、「僕が受けた音楽教育はそれだけだった...」と語った。
ペインは、1939年3月17日に、アラバマ州モンゴメリーの慈善病院で死去した。年齢は分かっていないが、当時は55歳前後であろうと考えられていた。ペインはモンゴメリーのリンカーン墓地（Lincoln Cemeter）に葬られたが、墓地のどこに葬られたのかは分かっておらず、現在は墓地の入口近くに記念碑が設けられている。
ハンク・ウィリアムズ・ジュニア（Hank Williams, Jr.）は、父に影響を与えたティー・トットを讃え、「The Tee Tot Song」をアルバム『The Almeria Club Recordings』（2002年）に収めている。